# Marché Đồng Xuân
Le marché Đồng Xuân  (vietnamien : Chợ Đồng Xuân) est un marché situé dans le quartier Đồng Xuân du district de Hoàn Kiếm au centre d'Hanoï au Vietnam.

## Histoire
À la fin du XIXe siècle, le vieux quartier de Hanoï avait deux marchés principaux , l'un dans la rue Hang Duong et l'autre dans la rue Hang Ma. 
En 1888, l'administration française décide de fermer ces deux marchés et de les remplacer par le marché Đồng Xuân construit comme représentant de la nouvelle architecture de Hanoï, avec le pont Long Biên situé à proximité et achevé en 1902. 
Le marché a été construit dans le vieux quartier de Hanoï, à seulement 600 m au nord du lac Hoàn Kiếm. 
La surface couverte du marché était d'environ 6 500 m2 avec deux toits en tôle ondulée galvanisée fournie par l'architecte-entrepreneur français Paul-François Leyret. 
La caractéristique la plus reconnaissable du bâtiment était son entrée à cinq arches correspondant aux cinq dômes du marché Dong Xuan, chaque dôme mesurant 19 m de hauteur et 25 m de largeur.  
Lorsque la guerre d'Indochine éclate à Hanoï au début de 1947, une lutte acharnée entre le Việt Minh et les forces françaises a lieu le 14 février dans la zone du marché.   
Pour commémorer cet événement, un mémorial a été érigé près de la porte principale du marché en 2005. 
En 1994, le marché est presque entièrement détruit par un incendie.
Après l'incendie, le marché de Dong Xuan sera partiellement reconstruit sous sa forme originale et c'est toujours le plus grand marché couvert de Hanoï,. 
Le quartier auquel appartient le marché est également nommé Đồng Xuân (phường Đồng Xuân), c'est l'un des lieux commerciaux les plus fréquentés de Hanoï avec environ la moitié du nombre total des familles ayant des activités commerciales. 
De nos jours, le marché de Đồng Xuân est le plus grand marché couvert de Hanoï où les grossistes vendent de tout, des vêtements et articles ménagers aux produits alimentaires.

## Vue panoramique

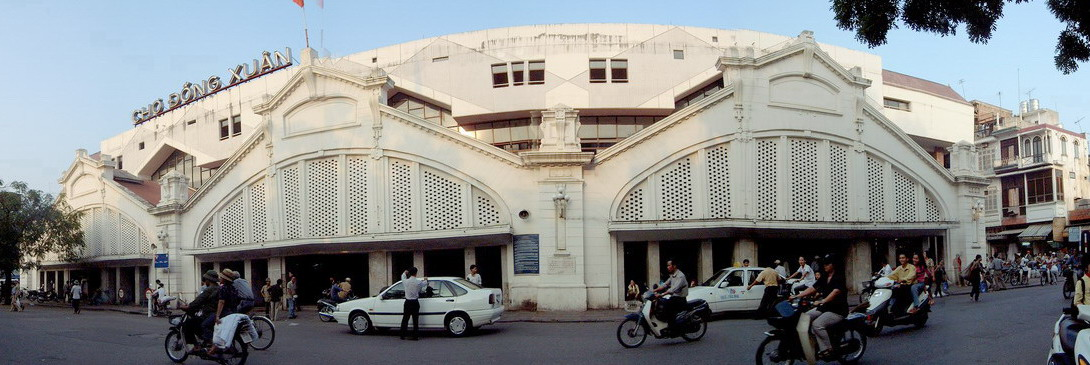
Vue panoramique du marché Đồng Xuân

## Galerie

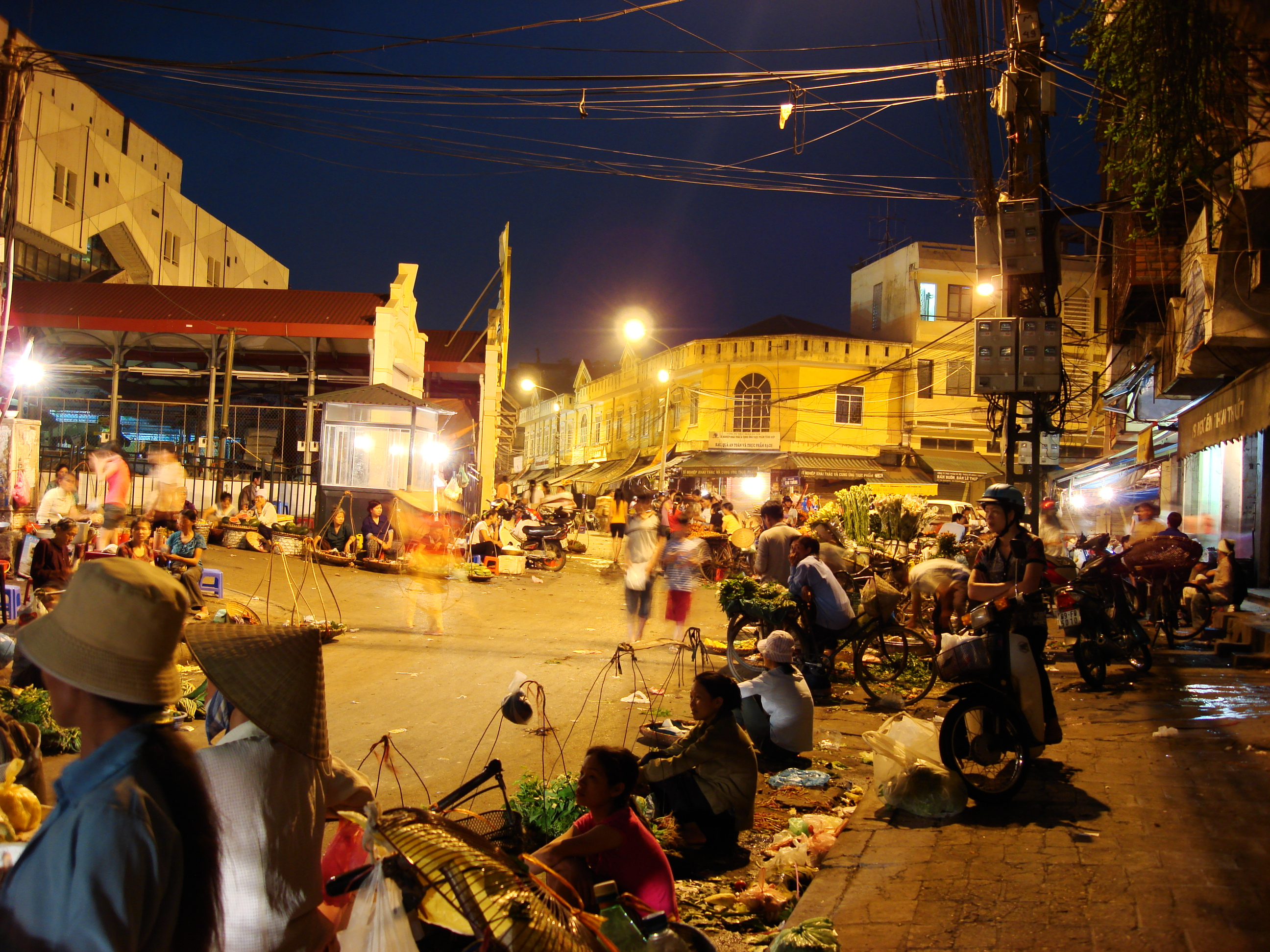
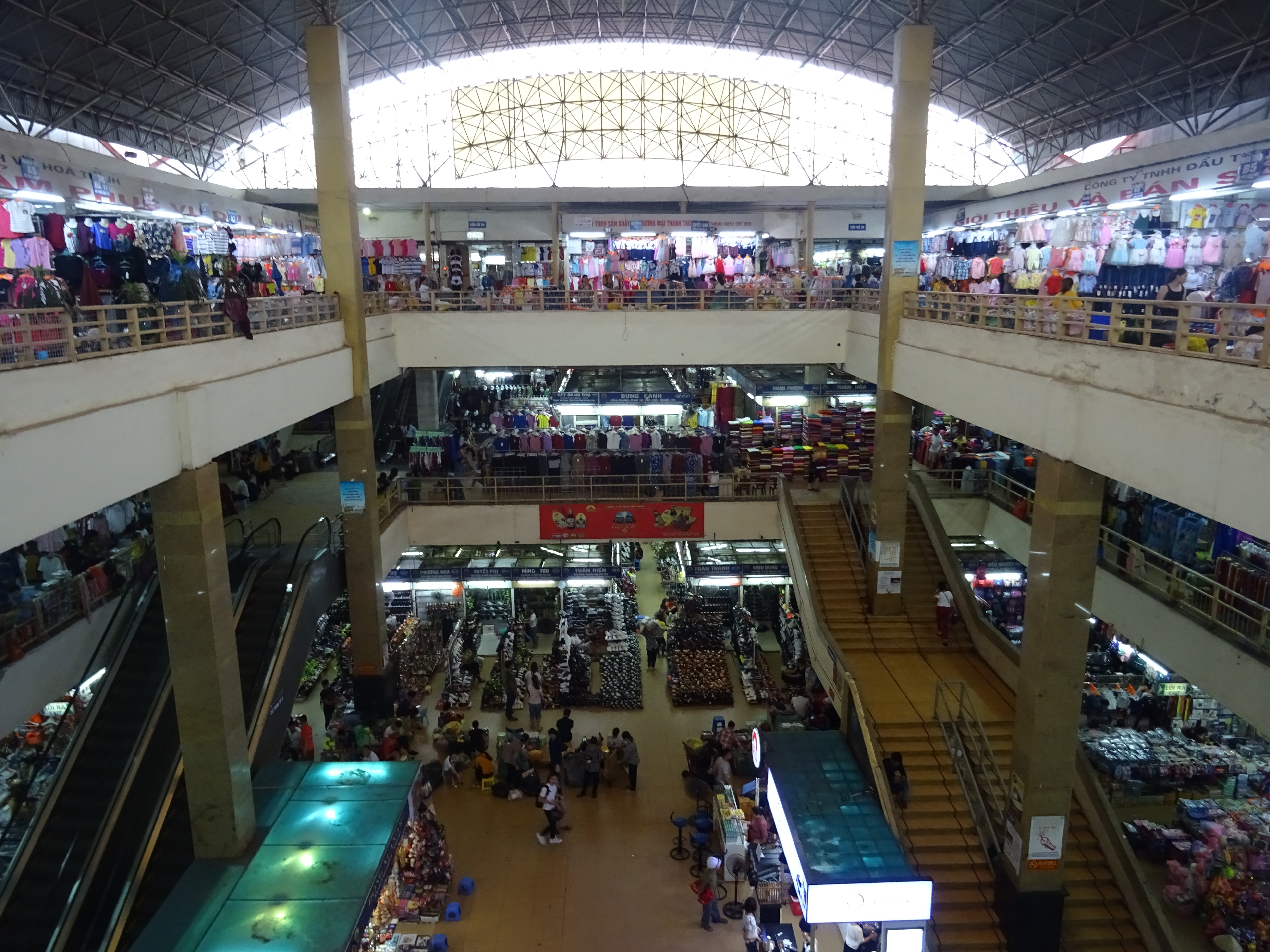
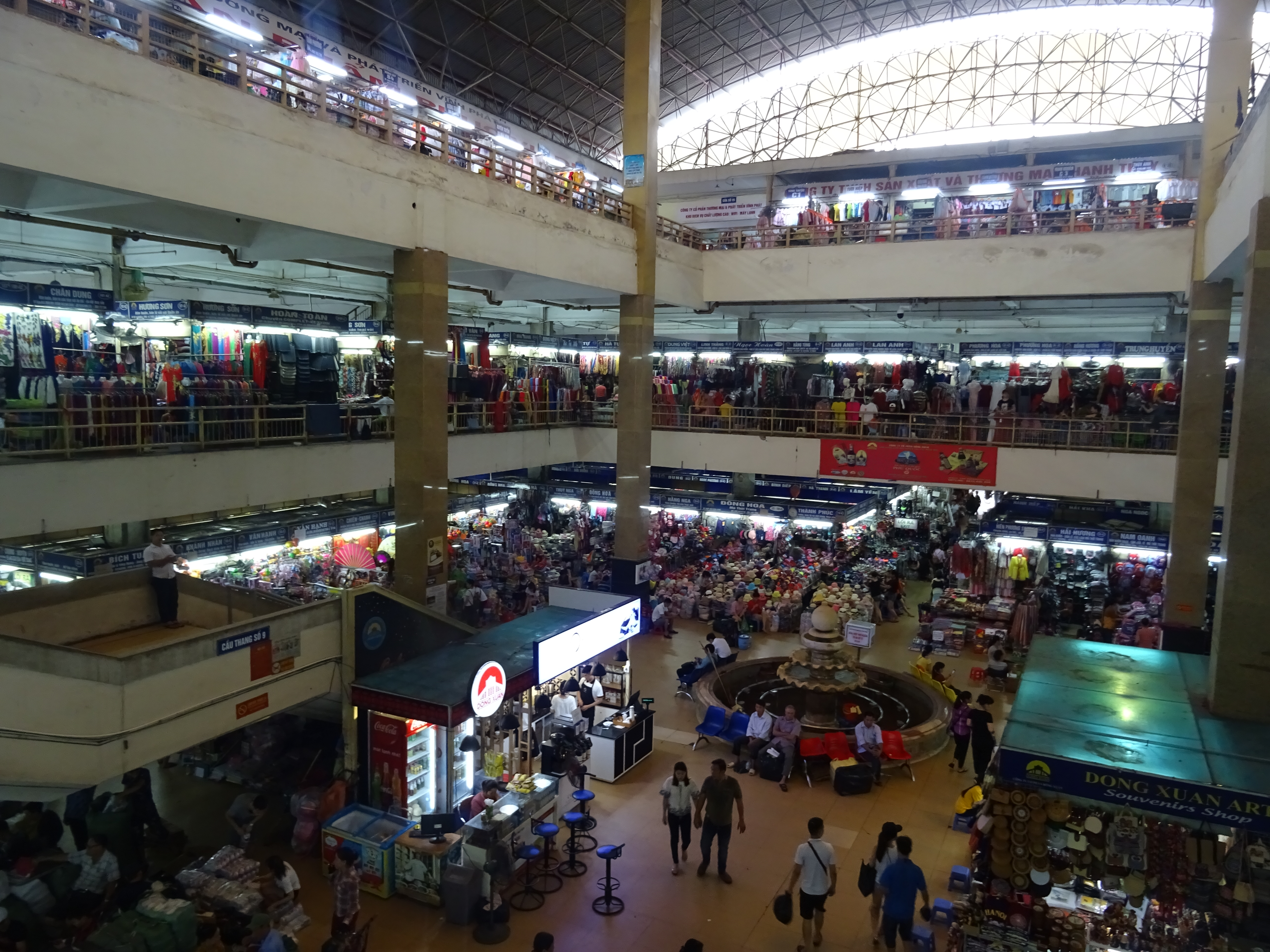
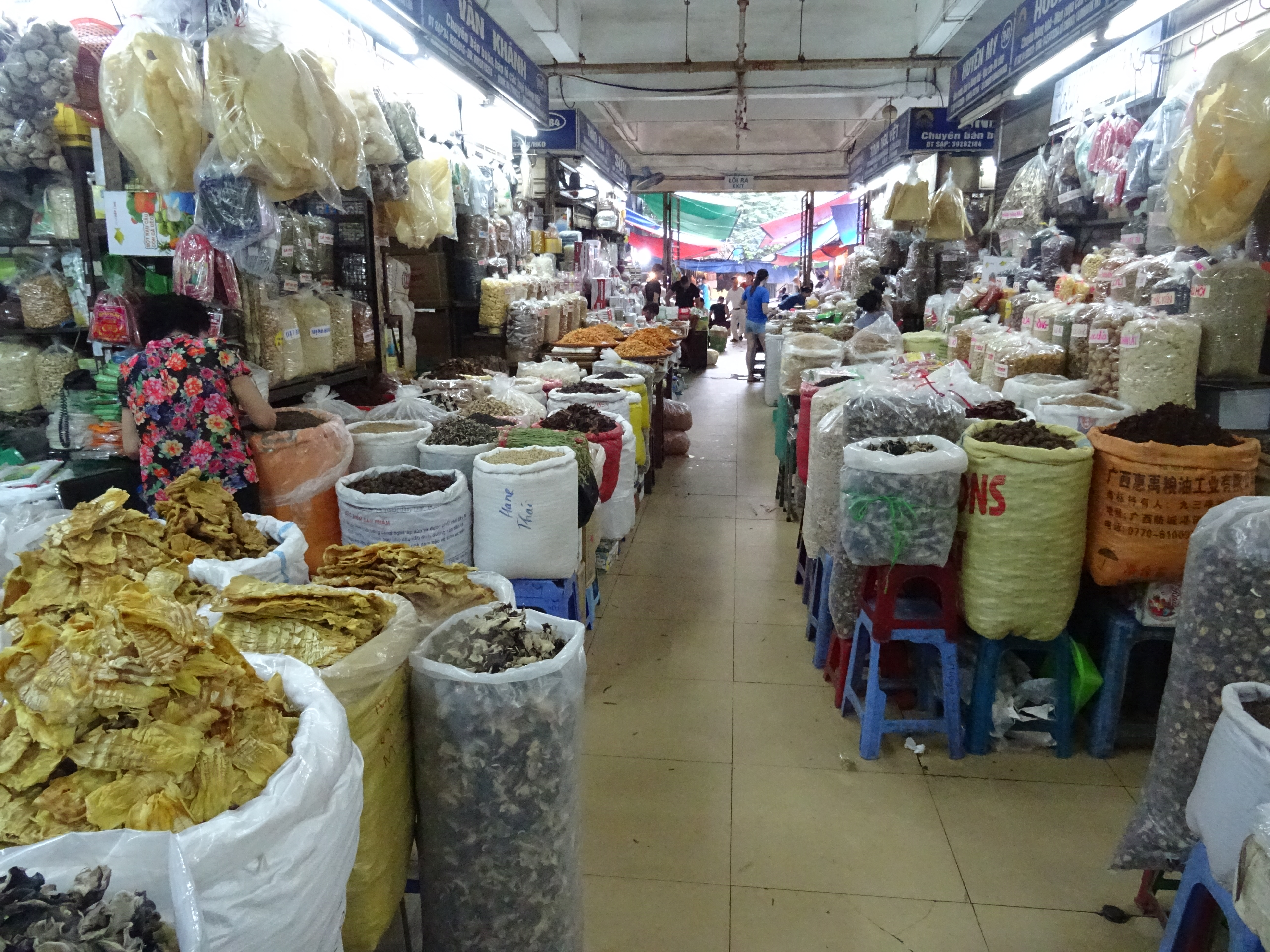
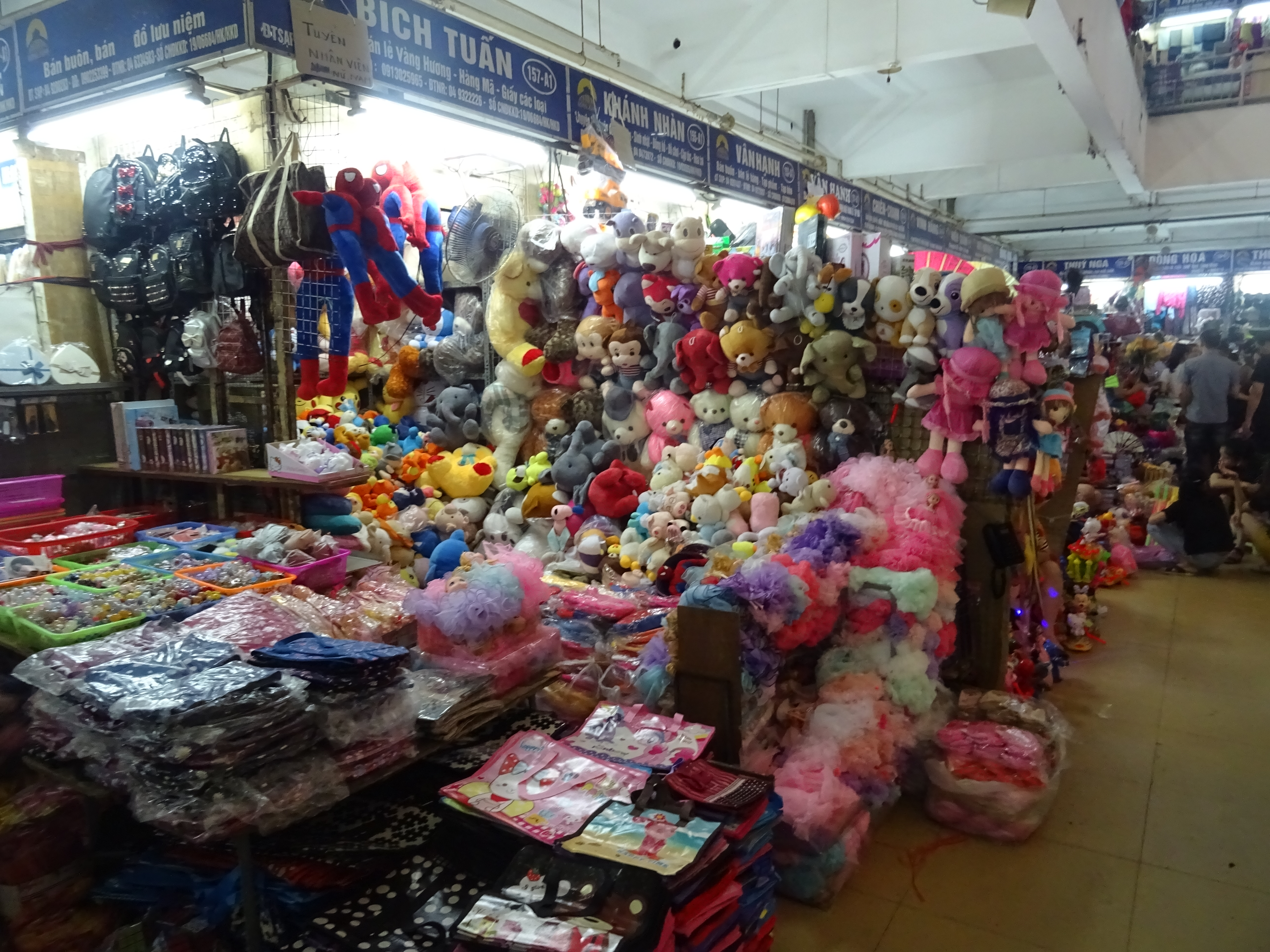